# توم دريك (محامي)
توم دريك (بالإنجليزية: Tom Drake)‏ هو مصارع محترف ومحامي أمريكي، ولد في 5 ديسمبر 1930 في فوكفيل في الولايات المتحدة، وتوفي في 2 فبراير 2017 في كولمان في الولايات المتحدة.

## روابط خارجية
- توم دريك على موقع CageMatch worker (الإنجليزية)